# Bob Whitehead
Bob Whitehead est le cofondateur d'Activision et d'Accolade,,.